# David van der Reis
David van der Reis (Groningen, 4 september 1918 – Sobibór, 21 mei 1943) was een Nederlands verzetsstrijder.
David van der Reis werd in 1918 geboren als zoon van Joodse ouders, Israël van der Reis en Esther Wolffers. David had een oudere broer Max en een jongere broer Michiel. Het gezin verhuisde van Groningen naar de naar den Haag en in 1932 naar de Vijzelstraat in Amsterdam, waar Israël van der Reis een zaak in koelkasten begon.

## Verzet
Van der Reis was technisch en had een opleiding tot machinebankwerker gevolgd. Hij ging in Rotterdam werken en woonde in de Willem Buytewechstraat. Direct na het uitbreken van de oorlog ging hij in het verzet. Eind 1940 werd hij door een bekende voorgesteld aan Joop Abbink. Deze Abbink probeerde vanuit Fokker constructietekeningen te smokkelen van het G.I-gevechtsvliegtuig. Deze onderneming mislukte.
Abbink hielp Van der Reis door zogenaamd zijn persoonsbewijs en spoorwegabonnement te verliezen. De foto van Abbink werd vervangen door die van Van der Reis en zo kon hij veiliger reizen tussen Alverna en Apeldoorn.Gestolen en/of verloren persoonsbewijzen hadden slechts een beperkte houdbaarheid. Iedere 3 maanden verscheen er een boekje met lijsten met nummers van deze persoonsbewijzen
Van der Reis was ondergedoken bij Th. Wessels op Heiveld in Alverna. Hij kreeg -als Jood - contact met de paters van het klooster in Alverna. De paters zorgden voor een vervalste persoonskaart in de bevolkingsadministratie van de gemeente Wijchen.  Hierdoor kon David van der Reis een origineelpersoonsbewijs  aanvragen met de gefingeerde naam Mario Talamini.  Klein van gestalte en donker van uiterlijk dacht hij voor een Italiaan door te kunnen gaan.  Bij het ophalen nam hij toen de ambtenaar even niet keek gelijk maar een officieel stempel mee. Met dit document als voorbeeld liet hij in Rotterdam bij bevriende relaties duizenden persoonsbewijzen drukken. Hij zwierf met stempel en valse persoonsbewijzen door het land om landgenoten in het verzet de helpende hand te bieden.
Van der Reis die vanaf het begin van de oorlog al in het verzat zat, nam Abbink mee naar diverse contacten die hij in de loop der tijd al had gekregen. Zo bracht hij Joop Abbink ook in contact met Klaas Postma van de Oranjevrijbuiters in Utrecht.  Ook nam hij hem mee naar groepen Joodse jongeren in Woerden en Epe. Deze laatste groep werd echter verraden en Abbink bezorgde Van der Reis in Apeldoorn een tweede onderduikadres bij de oude mevrouw Vonk.
Abbink, gesteund door zijn verloofde Beppie van Barrelo en Van der Reis met zijn contacten, verzorgde onderduikadressen, valse persoonsbewijzen en bonkaarten.

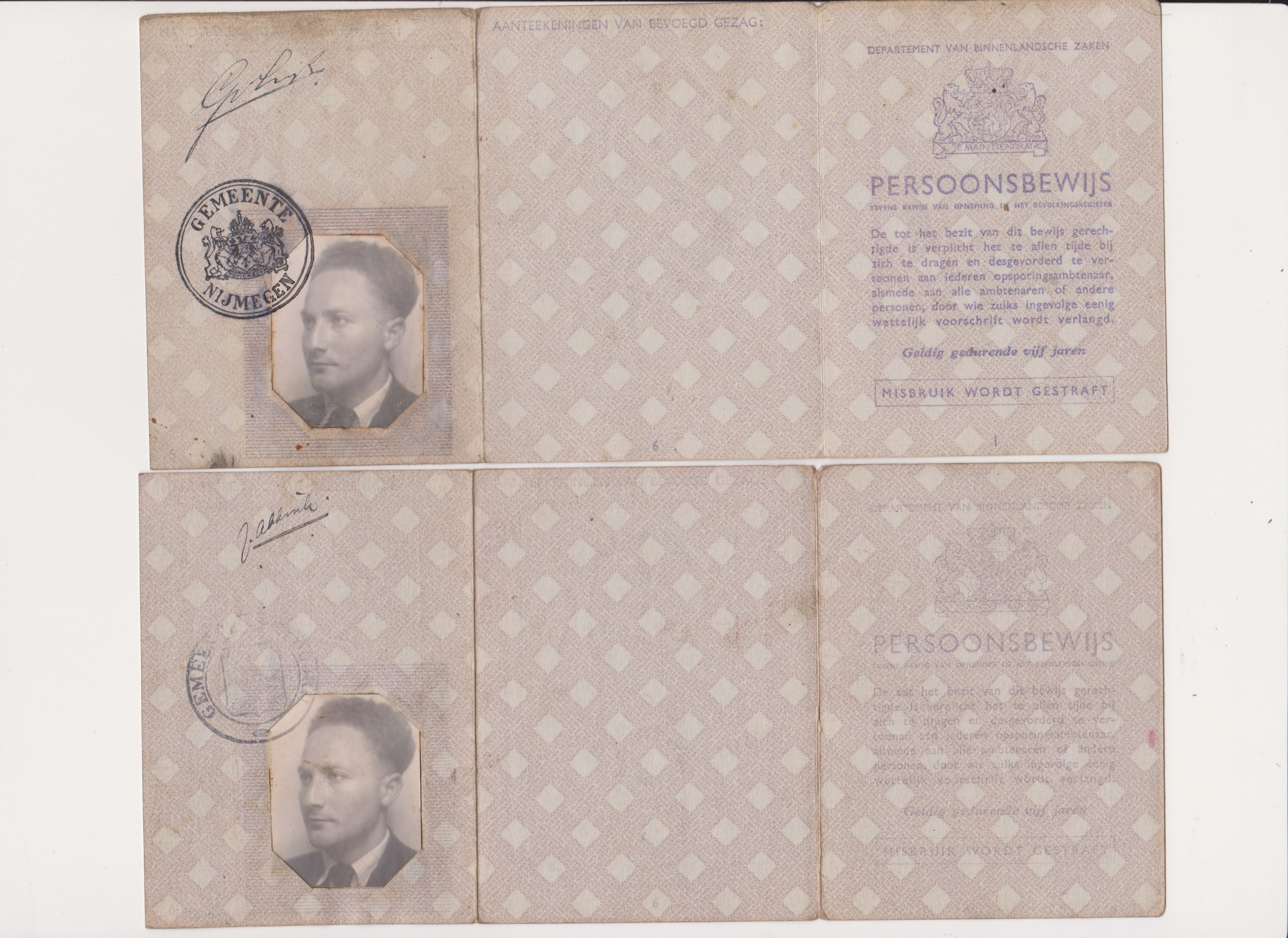
Twee vervalste persoonsbewijzen van Van der Reis: het bovenste onder de alternatieve schuilnaam Gerardus van Ewijk, het onderste op Abbinks naam
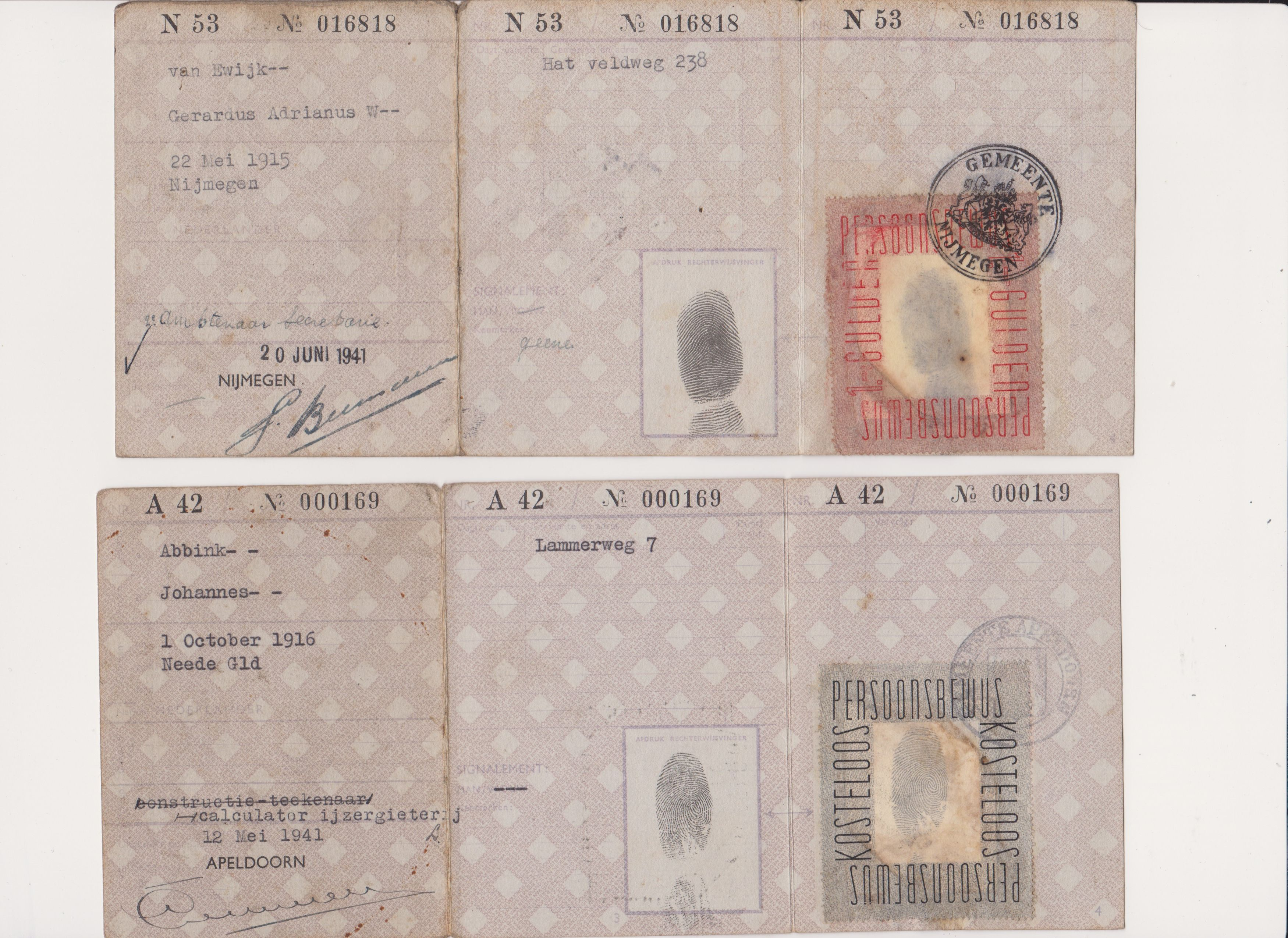
Achterzijde van de persoonsbewijzen
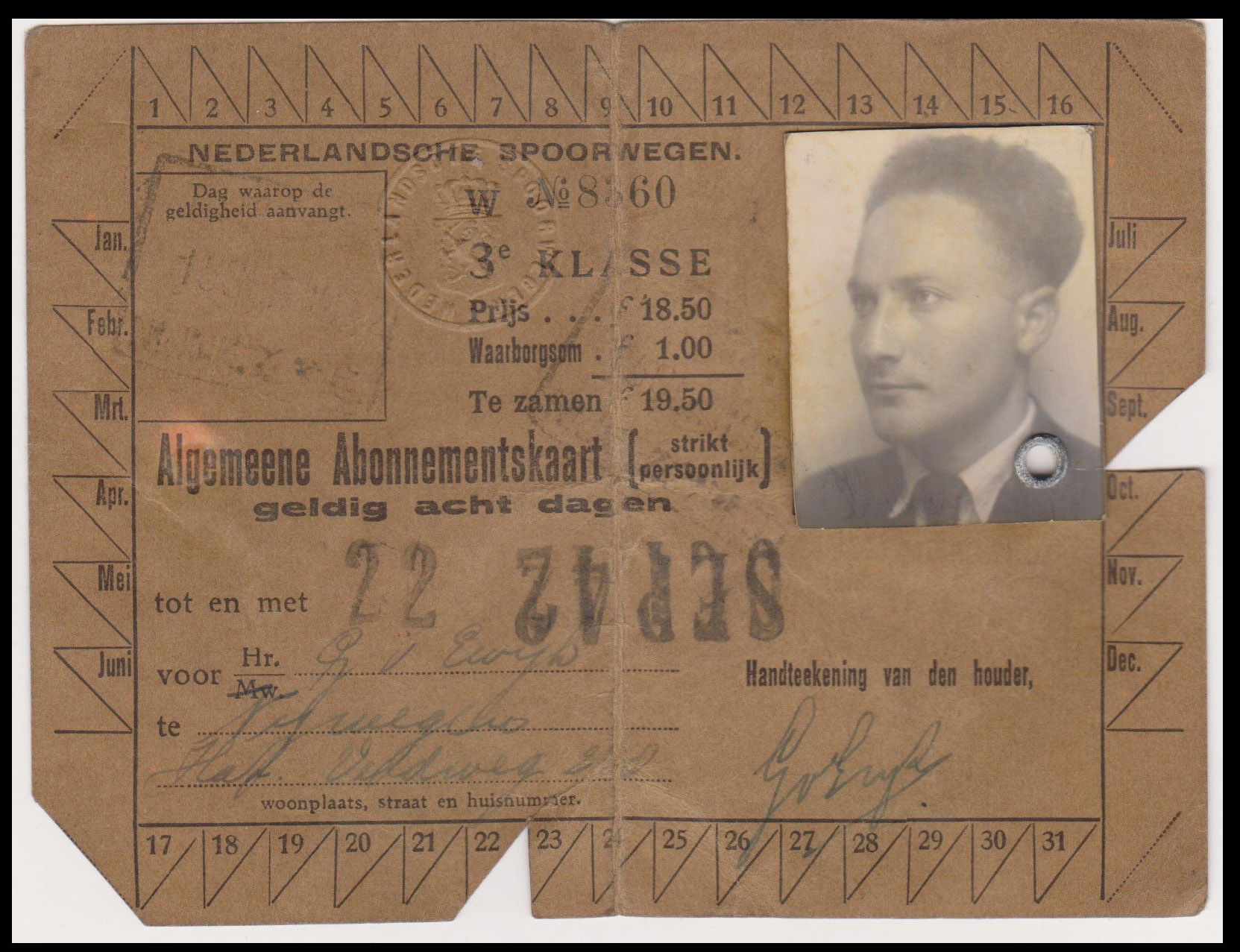
Een vervalst spoorabonnement onder de naam Van Ewijk

## Arrestatie
Van der Reis werd op 8 mei 1943 in Apeldoorn op bevel van Jannes Doppenberg gearresteerd door de politiebeambten Huibertus Oosterdijk en Johan Dieter Pelk. Tijdens zijn verhoor op het Apeldoornse politiebureau werd hij zwaar gemarteld om informatie los te krijgen. Hij werd op 12 mei naar het hoofdkwartier de SD in  Arnhem gebracht en de volgende dag uiteindelijk naar Kamp Westerbork. Zijn vriendin J.W. uit Alverna ging met honderd gulden op zak en een pistool verstopt in haar korset naar Apeldoorn, met het doel het pistool aan Van der Reis te bezorgen. Ook Abbink en zijn vriend Cor van den Dool hebben geprobeerd hem te bevrijden. Deze acties mislukten echter. Van der Reis werd op 18 mei 1943 vanuit Kamp Westerbork naar Sobibór gedeporteerd waar hij drie dagen later werd vermoord.
Van der Reis heeft na zijn arrestatie zijn ware identiteit nooit bekendgemaakt. Desondanks hadden zijn verhoorders wel het vermoeden dat hij Joods was. Door consequent zijn schuilnaam te gebruiken, heeft hij de verzetsgroep van Joop Abbink en anderen niet in gevaar gebracht. Hij is als Mario Talamini in de boeken van de nazi's genoteerd en hield vol dat hij uit Rome kwam, dat zijn ouders daar nog leefden, en dat hij katholiek was.
Hij heeft – als Jood – in de gevangenis van Apeldoorn nog geestelijke ondersteuning gevraagd van een katholiek priester. De deken G.C. Oostveen heeft hem bezocht. Het vermoeden bestaat dat Van der Reis getracht heeft via deze geestelijke berichten door te sturen. Na de oorlog heeft Oostveen geweigerd informatie over dit laatste gesprek te geven aan de ouders van Van der Reis.
Het feit dat ook op de transportlijsten naar Sobibór alleen zijn schuilnaam voorkomt geeft aan dat Van der Reis tot op het laatst zijn ware identiteit niet heeft prijsgegeven.
De arrestatie van Van der Reis was voor Joop Abbink reden om Doppenberg te liquideren. Hij was in beeld gekomen bij het Apeldoornse verzet omdat hij zeer veel slachtoffers maakte. Op 9 oktober 1943 schoot Abbink Doppenberg neer op straat. Elf dagen overleed de politieman aan zijn verwondingen.
Op 21 september 2018 heeft de burgemeester van Wijchen op de Heumenseweg/Rakenbergseweg een gedenksteen onthuld ter nagedachtenis
aan David van der Reis.